# Oxcarbazepin
Oxcarbazepin zählt chemisch zur Klasse der Dibenzazepine und ist ein Abkömmling des Carbamazepins. Es ist ein Arzneistoff, der zur Dauerbehandlung bestimmter Formen der Epilepsie als Antikonvulsivum verwendet wird.

## Pharmakologie
Oxcarbazepin wird zu 10,11-Dihydro-10-hydroxycarbamazepin metabolisiert, das die eigentlich wirksame Substanz darstellt und die zur Therapiekontrolle im Blut bestimmt wird. Hierbei werden bei einzelnen Individuen hohe Fluktuationen beobachtet. Durch diesen anderen Stoffwechselweg gibt es weniger Wechselwirkungen mit anderen Arzneimitteln.

## Anwendungsspektrum
Entsprechend dem Wirkspektrum von Carbamazepin ist Oxcarbazepin bei Epilepsien mit fokalen und sekundär generalisierten Anfällen bei Erwachsenen und Kindern angezeigt. Oxcarbazepin gilt als besser verträglich als Carbamazepin, dies ist jedoch nicht zweifelsfrei belegt. Auch aufgrund dieser unklaren Datenlage wird Carbamazepin nach wie vor deutlich häufiger verschrieben als Oxcarbazepin.

## Unerwünschte Wirkungen
Zu den häufigsten Nebenwirkungen zählen:
- Benommenheit (22,6 %)
- Schwindel (22,6 %)
- Schläfrigkeit (22,5 %)
- Kopfschmerzen (14,6 %)
- Übelkeit (14,1 %)
- Doppeltsehen (13,9 %)
- Schwächegefühl (12 %)
- Erbrechen (11,1 %)

Es kann eine vorübergehende leichte Erhöhung der Leberenzyme ohne klinische Bedeutung auftreten. Idiosynkratisch/allergisch (also dosisunabhängig) können, ebenfalls seltener als bei Carbamazepin, Hautausschläge auftreten. Allerdings gibt es in etwa einem Viertel der Fälle eine sogenannte Kreuzallergie. Das heißt, Patienten, die auf Carbamazepin mit einem Hautausschlag reagieren, bekommen diesen auch nach Gabe von Oxcarbazepin. Bei 23 % bis 73 % der Anwender kommt es bei längerfristiger Einnahme es zu einer Hyponatriämie (Elektrolytverschiebung mit Verminderung des Gehaltes an Natrium-Ionen im Blut). Im Gegensatz zu Valproat, das die Schilddrüsenfunktion nicht beeinflusst, fanden sich bei 24 % der untersuchten Männer Blutserum-Thyroxin-Spiegel unterhalb der Norm. Dieser Effekt könnte durch sowohl periphere als auch zentrale Effekte bedingt sein.
Die Einnahme von Oxcarbazepin während der Schwangerschaft ist mit einem deutlich erhöhten Risiko für Autismus beim Kind assoziiert.

### Wechselwirkungen
Oxcarbazepin kann hormonelle Kontrazeptiva (Antibabypille) und einige Calciumantagonisten unwirksam machen, indem es die Enzyme des Zytochrom-P450-Komplexes in der Leber beeinflusst und die Plasmaspiegel anderer Medikamente senkt.

### Wirkung auf die Fahrtüchtigkeit und auf das Bedienen von Maschinen
Oxcarbazepin kann die Fahrtüchtigkeit und die Fähigkeit zum Führen von Maschinen einschränken.

## Handelsnamen
Monopräparate
Apydan Extent (D, CH), Timox (D), Trileptal (D, A, CH), diverse Generika (D, A)